# Renate Bauer
Pour les articles homonymes, voir Bauer.
Renate Bauer (née Renate Görner le 17 décembre 1939 à Berlin) est une speakerine allemande.

## Biographie
Dans son enfance, elle pratique la gymnastique puis la natation à un niveau professionnel. Au lycée, elle apprend par le Mittlere Reife le commerce puis suit une formation de secrétaire pendant deux ans. Elle devient d'abord la secrétaire principale de Peter Boenisch.
Le 16 juin 1964, elle se marie avec Rolf Bauer, compositeur de musique de comédies et de films érotiques dans les années 1960 et 1970, notamment la série Drei Damen vom Grill. Après ce mariage, elle est un temps sans emploi, mais elle n'aspire pas à être une femme au foyer.
Elle retrouve un employeur, en la personne de Heinz Schmidt-Faber, directeur de Sender Freies Berlin, qui cherche de nouvelles speakerines et l'engage dans cette profession.
Elle travaille pour SFB de 1965 à 1999. Elle aide dans le métier Ute Boy, une ancienne camarade d'école.
Outre les annonces du programme régional de Berlin, elle est présente sur ARD. Elle anime le concours de sélection de l'Allemagne pour le Concours Eurovision de la chanson 1972 en compagnie de Karin Tietze-Ludwig, sa collègue de Hessischer Rundfunk.

## Source de la traduction
- (de) Cet article est partiellement ou en totalité issu de l’article de Wikipédia en allemand intitulé « Renate Bauer » (voir la liste des auteurs).